# ZK (groupe)
Pour les articles homonymes, voir ZK.
ZK est un groupe punk allemand, originaire de Düsseldorf.

## Biographie
ZK est fondé en novembre 1978 par Campino, Ralf Isbert et Claus Fabian. La première apparition a lieu en mars 1979 au Ratinger Hof. Le guitariste change constamment au début. Ce n'est qu'à la fin 1980 qu'Andreas von Holst est engagé.
À ses débuts, le groupe s'appelle Zentralkomitee Stadtmitte, "Comité central du centre-ville", puis l'abrège en ZK.
Le groupe joue d'abord du punk rock, mais continue à développer son style et intègre des éléments de schlager et de rockabilly dans sa musique. Les textes humoristiques du groupe parlent de cow-boys assis dans des baignoires ou de pères Noël avec des cadeaux indésirables.
Un single sort en 1979 et un deuxième en 1980, suivi en 1981 de l'album Eddie’s Salon. Après une tournée d'adieu, le 21 novembre 1981, ZK donne son dernier concert au Okie Dokie à Neuss.
Les membres du groupe continuent de façon différente. Après la dissolution du groupe, un album live paraît en 1982. Campino, von Holst et le roadie Andreas Meurer fondent alors le groupe Die Toten Hosen. Fabian fonde Die Mimmi's et exploite le label de Brême Weser Label depuis 1982. Isbert fondé la formation rockabilly Panhandle Alks.
En 2000, lors d'un concert conjoint de Die Toten Hosen et Die Ärzte, il y a une réunion unique du groupe, dans laquelle le morceau So wie Konrad est joué. Plusieurs des chansons du groupe, comme Dosenbier et Hahnenkampf, sont jouées par les Mimmmi's.
En 2005, le groupe se réunit dans sa formation finale dans la salle de répétition des Toten Hosen. La session sort sur le DVD Friss oder stirb.
Lors du concert de Noël des Toten Hosen, accompagnés des Mimmi's le 26 décembre 2009, ZK joue quelques chansons en guise d'ouverture surprise.

## Discographie
Singles
- 1979 : Tip von Twinky
- 1980 : Das Grauen geht auf große Fahrt

Albums
- 1981 : Eddie’s Salon
- 1982 : Leichen pflasterten ihren Weg (Live)
- 1996 : Auf der Suche nach dem heiligen Gral

## Source de la traduction
- (de) Cet article est partiellement ou en totalité issu de l’article de Wikipédia en allemand intitulé « ZK (Band) » (voir la liste des auteurs).

1. ↑  (de) Tim Renner et Sarah Wächter, Wir hatten Sex in den Trümmern und träumten : Die Wahrheit über die Popindustrie, ebook Berlin Verlag, 2013, 336 p. (ISBN 978-3-8270-7659-5, lire en ligne)